# Rudd (Iowa)
Rudd è un comune degli Stati Uniti d'America, situato nello Stato dell'Iowa, nella contea di Floyd.